# Lago Glencar
El lago Glencar (en irlandés, Loch Ghleann an Chairthie, "lago del glen en la piedra del pilar", o Glencar Lough), es un lago de agua dulce en el noroeste de Irlanda. Cubre un área de 1,15 kilómetros cuadrados (284 acre) y se encuentra principalmente en el condado de Leitrim con una parte más pequeña en el condado de Sligo. La cascada de Glencar se encuentra cerca de la orilla norte del lago en el lado de Leitrim.

## Geografía
El lago Glencar se encuentra en el valle de Glencar, entre las montañas Dartry al norte y la cadena montañosa que incluye la montaña Cope al sur. El lago se encuentra a unos 10 kilómetros (6 mi) noreste de Sligo y unos 15 kilómetros (9 mi) oeste de Manorhamilton. Tiene una longitud de 2,5 km (1,6 mi) de oeste a este y una anchura de  0,6 km (0,4 mi). El lago tiene dos crannogs (islas artificiales): uno en el extremo occidental cerca de la desembocadura del río Drumcliff y el otro en el extremo oriental cerca del río Diffren.

## Hidrología

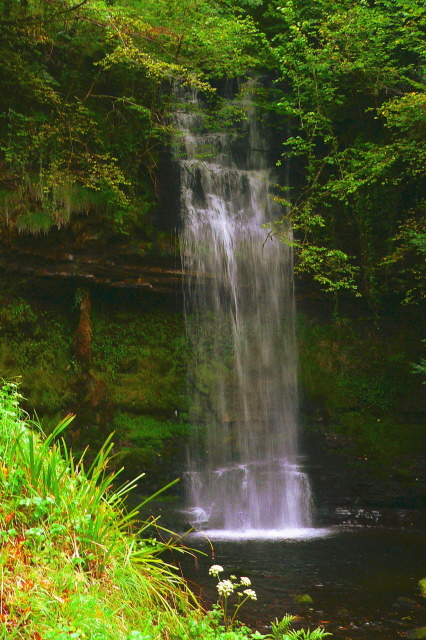
Cascada de Glencar

El lago Glencar se alimenta principalmente de la cascada de Glencar, en la orilla norte del lago, y del río Diffren, que ingresa por el extremo oriental del lago. La cascada Sruth in Aghaidh an Aird también fluye hacia la costa norte, justo al oeste del desagüe de la cascada de Glencar. El lago desemboca al oeste en el río Drumcliff, que a su vez desemboca en la bahía de Sligo. La profundidad del lago es mayor cerca de la costa sur con una plataforma menos profunda en la costa norte.

## Ecología
Los peces presentes en Glencar Lough incluyen el salmón y la trucha marrón.  La avifauna incluye porrón moñudo, porrón común y porrón osculado. Estas son especies migratorias que pasan el invierno en el lago.
La calidad del agua c. 2001 se reportó como excelente, con calificación oligotrófica. La ecología del lago Glencar y otras vías fluviales irlandesas siguen amenazadas por especies invasoras de algas rizadas, mejillones cebra y almejas de agua dulce.

## Historia
Históricamente, el valle de Glencar se conocía como Glenn-Dallain y formaba parte del reino de Breifne. El lago y sus crannogs, entonces ocupados, se mencionan en los Anales de los Cuatro Maestros, específicamente el crannog oriental donde "los hijos de Donough O'Rourke, es decir Donnell y Ferganainm, atacaron el crannog y prendieron fuego a la ciudad en privado".

## Economía
La baritina se extrajo en Glencarbury en las montañas Dartry sobre el lago entre 1894 y 1979. En 1942 se construyó un teleférico desde el área de la mina hasta la orilla del lago. De esta manera, la baritina extraída se bajaba para su transporte por carretera.
La Glencar Water Company tiene su planta embotelladora ubicada cerca de la costa norte del lago. La compañía, establecida en 2008, vende agua mineral extraída de un manantial en el lugar que emana de las cercanas montañas Dartry.